# Lavé par le sang
Pour plus de détails, voir Fiche technique et Distribution.
Lavé par le sang (Salvage Salvation), ou Vengeance sauvage au Québec, est un thriller américain réalisé par Randall Emmett et sorti en 2022.

## Synopsis
Après le décès de sa fiancée à cause d'une overdose d'héroïne, Shelby John a réussi à se sortir de sa toxicomane. Réhabilité, il cherche désormais à se venger du cartel ayant fourni les drogues.

## Fiche technique
- Titre original : Savage Salvation
- Titre français (DVD) : Lavé par le sang
- Titre de travail : Wash Me in the River
- Titre québécois : Vengeance sauvage
- Réalisation : Randall Emmett
- Scénario : Chris Sivertson et Adam Taylor Barker
- Directeur de la photographie : Eric Koretz
- Musique : Philip Klein
- Décors : Melanie Rein
- Costumes : Colin Wilkes
- Producteurs : Randall Emmett, George Furla, Petr Jákl, Nick Koskoff, Shaun Sanghani et Chad A. Verdi
- Sociétés de production : Emmett/Furla/Oasis Films (EFO Films), Ingenious Media, Lucky 13 Productions, The Avenue Entertainment
- Sociétés de distribution : The Avenue Entertainment (États-Unis), StudioCanal (France)
- Pays d’origine :  États-Unis
- Langue originale : anglais
- Durée : 103 minutes
- Dates de sortie :
  - États-Unis : 2 décembre 2022[2]
  - France : 11 avril 2023 en VOD, 16 août 2023 en DVD

## Distribution
- Robert De Niro (VF : Patrick Messe) : le shérif Church
- Jack Huston (VF : Boris Rehlinger) : Shelby John
- John Malkovich (VF : Edgar Givry) : Peter
- Willa Fitzgerald (VF : Jessica Monceau) : Ruby Red
- Quavo : Coyote
- Meadow Williams : détective Zeppelin
- Dale Dickey : Greta
- Swen Temmel : Elvis Kincaid
- Noel Gugliemi : Silas
- Winter Ave Zoli : Darlene
- Jon Orsini : Skeeter
- Clay Wilcox : Darius